# 한국건강증진개발원
한국건강증진개발원(韓國健康增進開發院, Korea Health Promotion Institution)은 국민이 건강에 대한 가치와 책임의식을 함양하도록 효율적이고 체계적개인 정책개발 및 지원 사업을 수행함으로써 국민의 건강증진에 이바지하기 위하여 설립된 대한민국 보건복지부 산하 공공기관이다. 1995년 국민건강증진법이 제정된 후 건강증진 관련 조사·연구·평가·사업 관리를 위해 1998년부터 한국보건사회연구원 및 한국보건산업진흥원에서 수행하던 업무가 2011년 한국건강증진재단 설립으로 일원화되었으며, 2012년 1월 기타공공기관으로 지정된 후 2014년 7월 한국건강증진개발원으로 출범하였다. 이후 2019년 1월 기획재정부에 의해 기타공공기관에서 준정부기관(위탁집행형)으로 변경 지정되었다. 임원인 원장이 개발원업무 전반을 지휘한다. 서울특별시 중구 퇴계로 173 (충무로3가) 남산스퀘어빌딩 24층에 위치하고 있다.

## 설립 근거
- 국민건강증진법 제5조제3항

## 연혁
- 1995년 2월 국민건강증진법 제정
- 1998년 10월 건강증진연구사업평가단 설치
- 2001년 3월 건강증진기금사업지원단으로 개칭
- 2005년 2월 건강증진사업지원단으로 개칭하여 확대개편 설치
- 2011년 1월 한국건강증진재단 설립
- 2011년 12월 기획재정부 지정기부금단체 지정
- 2012년 1월 기획재정부 기타공공기관 설치
- 2014년 7월 한국건강증진개발원출범
- 2019년 1월 기획재정부 준정부기관으로 기관유형 변경 지정

## 주요 업무
- 건강증진정책 개발지원에 관한 사항
- 건강증진사업 기획ㆍ조정 지원에 관한 사항
- 건강증진사업 기술개발 및 기술자문ㆍ지도에 관한 사항
- 건강증진 및 지역보건사업에 필요한 지표개발 및 각종 통계생산·조사분석 및 제공과 이에 관련된 연구사업
- 건강증진·지역보건의료 관련 국내외 전문기관과의 기술 정보교류 및 협력에 대한 사항
- 건강증진 및 지역보건 관련 교육, 연수 및 홍보
- 재단의 목적달성에 필요한 부대사업 및 수익사업
- 그 밖에 보건복지부장관, 국가기관 또는 지방자치단체로부터 위탁받은 사업

## 조직

### 한국건강증진개발원장
- 이사회
- 감사

##### 기획조정실
- 기획조정팀
- 인재개발팀
- 운영지원팀
- 소통협력팀

##### 지역보건실
- 지역기획팀
- 지역자원팀
- 보건인력팀
- 만성질환관리팀

##### 건강증진사업실
- 통합건강팀
- ICT헬스케어팀
- 건강실천팀
- 음주폐해예방팀

##### 정책연구실
- 기금정책팀
- 연구통계팀

##### 국가금연지원센터
- 금연기획팀
- 지역금연팀
- 금연사업팀
- 금연홍보팀

국민건강 스마트관리 연구개발사업단
- R&D기획팀